# Live at River Plate
Pour plus de détails, voir Fiche technique et Distribution.
Live at River Plate est un DVD du groupe de hard rock AC/DC sorti le 10 mai 2011 comprenant des performances live du groupe pendant leur tournée Black Ice World Tour.

## Description
Le DVD comprend des séquences de trois concerts donnés en décembre 2009 à Buenos Aires, en Argentine
.
Il a été réalisé par David Mallet et produit par Rocky Oldham. Une société appelée Serpent Productions était responsable du tournage des concerts qui ont nécessité l'utilisation de 32 caméras HD.
Le 13 avril, un millier de personnes ont pu assister à une projection du film en avant-première au Teatro de Colegiales de Buenos Aires. La sortie officielle mondiale du film était le 6 mai au théâtre Hammersmith Apollo de Londres.
Live At River Plate est sorti en DVD et Blu-Ray le 10 mai 2011.
En plus de l'enregistrement des concerts, on peut y voir des interviews des membres du groupe, du road crew et des fans.
Le film a atteint la première place pour des DVD musicaux dans dix-sept pays et 19 000 exemplaires ont été vendus aux États-Unis au cours de sa première semaine de vente.
Au Brésil, vendu à 40 000 exemplaires, il a été platine en seulement deux semaines. Contenant exactement les mêmes plages, un double album CD et un triple vinyle sont publiés le 19 novembre 2012.

## Fiche technique
- Titre : Live at River Plate
- Réalisation : David Mallet
- Montage : David Mallet, Nick Morris et Juliet Santini
- Production : Rocky Oldham, Dione Orrom et Mercedes Tarelli
- Société de production : Albert Productions
- Pays de production:  États-Unis
- Genre : Film de concert
- Durée : 112 minutes
- Dates de sortie : 
  - États-Unis : 11 décembre 2009

## Liste des titres
1. Rock 'N Roll Train (Angus Young, Malcolm Young)
2. Hell Ain't a Bad Place to Be (Bon Scott, A. Young, M. Young)
3. Back in Black (Brian Johnson, A. Young, M. Young)
4. Big Jack (A. Young, M. Young)
5. Dirty Deeds Done Dirt Cheap (Scott, A. Young, M. Young)
6. Shot Down in Flames (Scott, A. Young, M. Young)
7. Thunderstruck (A. Young, M. Young)
8. Black Ice (A. Young, M. Young)
9. The Jack (Scott, A. Young, M. Young)
10. Hells Bells (Johnson, A. Young, M. Young)
11. Shoot to Thrill (Johnson, A. Young, M. Young)
12. War Machine (A. Young, M. Young)
13. Dog Eat Dog (Scott, A. Young, M. Young)
14. You Shook Me All Night Long (Johnson, A. Young, M. Young)
15. T.N.T. (Scott, A. Young, M. Young)
16. Whole Lotta Rosie (Scott, A. Young, M. Young)
17. Let There Be Rock (Scott, A. Young, M. Young)
18. Highway to Hell (Scott, A. Young, M. Young)
19. For Those About to Rock (We Salute You) (Johnson, A. Young, M. Young)

## Membres
- Brian Johnson : chants
- Angus Young : guitare solo
- Malcolm Young : guitare rythmique
- Cliff Williams : basse
- Phil Rudd : batterie

## Charts
| Chart (2011)        | Position |
| ------------------- | -------- |
| German Albums Chart | 37       |

## Sources
- (en) Cet article est partiellement ou en totalité issu de l’article de Wikipédia en anglais intitulé « Live at River Plate » (voir la liste des auteurs).